# Swamp Dogg
Swamp Dogg, geboren als Jerry Williams, Jr. (Portsmouth, 12 juli 1942), is een Amerikaanse soulmuzikant, componist en producer. Williams is onder meer eenmaal genomineerd, samen met Gary U.S. Bonds, voor een Grammy Award voor het schrijven van Johnny Paychecks nummer She's All I Got. Swamp Dogg was aanwezig op het North Sea Jazz Festival in 2010.
Eerst gebruikte hij nog zijn gewone naam als artiestennaam, maar vanaf 1970 nam hij het alias Swamp Dogg aan. Bekende albums zijn onder meer Total Destruction to Your Mind (1970) en Rat On (1971). Hij produceerde ook muziek voor onder andere Z.Z. Hill en Irma Thomas.
- Bibliothèque nationale de France: cb139938645 (data)
- International Standard Name Identifier: 0000 0000 4488 817X
- Library of Congress Control Number: n92117398
- MusicBrainz: 1403fbec-11e3-4ccb-af25-d26c9a05bc9d
- Virtual International Authority File: 73600729